# 巽神社 (大阪市)
巽神社（たつみじんじゃ）は、大阪市生野区巽南三丁目にある神社である。
応神天皇を主祭神とし、印色入日子命・伊弉册尊・天常立尊・天照大神・天児屋根命・菅原道真を配祀する。

## 歴史
1907年（明治40年）4月27日、中河内郡（旧渋川郡）巽村内にあった八幡神社（祭神 応神天皇）に、村内の5社（大字大地字印地の横野神社（式内社。祭神 印色入日子命）・大字伊加賀字伊加賀の天神杜・大字西足代字葭の内の天照皇大神社・大字矢柄字宮の前の熊野神社・大字四条字山小路の天神杜）を合祀し、村名をとって巽神社と改称したものである。

### 式内・横野神社
現在地の北東約1キロメートルの生野区巽西3丁目9に「横野神社跡」がある。かつては「印地宮」と呼ばれていた池の小祠であったが、1731年（享保16年）2月18日に式内・横野神社であるとして横野神社に改称し、祭神を垂仁天皇の第二皇子の印色入日子命と定めた。『日本書紀』に仁徳天皇13年に横野堤を築いたとの記述があり、この堤の鎮守であったものとみられる。